# مارتن كيمل
مارتن كيمل (بالإنجليزية: Martin Kimmel)‏ هو شخصية أعمال أمريكي، ولد في 9 أبريل 1916 في ذا برونكس في الولايات المتحدة، وتوفي في 15 أبريل 2008 في مانهاتن في الولايات المتحدة.

## وصلات خارجية
- مارتن كيمل على موقع إن إن دي بي (الإنجليزية)